# Équipe d'Israël de hockey sur glace
L'équipe d'Israël de hockey sur glace est la sélection nationale d'Israël regroupant les meilleurs joueurs de hockey sur glace israéliens lors des compétitions internationales. L'équipe est sous la tutelle de la  Fédération d'Israël de hockey sur glace et est classée 34e sur 50 équipes du classement IIHF en 2019.

## Résultats

### Jeux olympiques
- 1920-1994 - Ne participe pas
- 1998 - Disqualifié des qualifications [2]
- 2002-2010 - Ne participe pas
- 2014 - Non qualifié
- 2018 - Non qualifié
- 2022 - Non qualifié

### Championnats du monde
- 1920-1991 -  Ne participe pas
- 1992 - 30e place (4e du Groupe C2)
- 1993 - 31e place (11e du Groupe C)
- 1994 - 34e place (7e du Groupe C2)
- 1995 - 35e place (6e du Groupe C2)
- 1996 - 35e place (7e du Groupe D)
- 1997 - 33e place (5e du Groupe D)
- 1998 - 35e place (3e du Groupe D)
- 1999 - 33e place (2e du Groupe D)
- 2000 - 34e place (1er du Groupe D)
- 2001 - 2e de Division II, Groupe B
- 2002 - 3e de Division II, Groupe A
- 2003 - 5e de Division II, Groupe B
- 2004 - 5e de Division II, Groupe A
- 2005 - 1er de Division II, Groupe B
- 2006 - 6e de Division I, Groupe A
- 2007 - 3e de Division II, Groupe B
- 2008 - 4e de Division II, Groupe A
- 2009 - 5e de Division II, Groupe A
- 2010 - 6e de Division II, Groupe B
- 2011 - 1er de Division III
- 2012 - 5e de Division IIB
- 2013 - 1er de Division IIB
- 2014 - 6e de Division IIA
- 2015 - 5e de Division IIB
- 2016 - 3e de Division IIB
- 2017 - 3e de Division IIB
- 2018 - 3e de Division IIB
- 2019 - 1re de Division IIB
- 2020 - Annulé en raison du coronavirus
- 2021 - Annulé en raison du coronavirus
- 2022 - 5e de Division IIB

Note :  Promue ;  Reléguée

### Classement mondial
| Année     | Rang | Points | Progression |
| --------- | ---- | ------ | ----------- |
| 2003      | 35   | 1 110  | -           |
| 2004      | 36   | 1 035  | -1          |
| 2005      | 35   | 1 140  | +1          |
| Fév. 2006 | 35   | 1 140  | ±0          |
| Mai 2006  | 33   | 1 275  | +2          |
| 2007      | 34   | 1 260  | -1          |
| 2008      | 35   | 1 190  | -1          |
| 2009      | 36   | 1 070  | -1          |
| Fév. 2010 | 38   | 1 070  | -2          |
| Mai 2010  | 39   | 970    | -1          |

| Année     | Rang | Points | Progression |
| --------- | ---- | ------ | ----------- |
| 2011      | 40   | 885    | -1          |
| 2012      | 40   | 875    | ±0          |
| 2013      | 39   | 960    | +1          |
| Fév. 2014 | 33   | 1 440  | +6          |
| Mai 2014  | 32   | 1 530  | +1          |
| 2015      | 33   | 1 375  | -1          |
| 2016      | 34   | 1 250  | -1          |
| 2017      | 35   | 1 115  | -1          |
| Fev. 2018 | 35   | 1 455  | ±0          |
| Mai 2018  | 34   | 1 450  | +1          |
| 2019      | 34   | 1 385  | ±0          |

## Entraîneurs
| Période      | Nom des entraîneurs | Nationalité   |
| ------------ | ------------------- | ------------- |
| 1992         | Lee Gideon          | Israël        |
| 2001-2004    | Boris Mindel        | Israël        |
| 2005-2009    | Jean Perron         | Canada        |
| 2010         | Boris Mindel        | Israël        |
| 2011         | Sergei Belo         | Israël        |
| 2012-2014    | Jean Perron         | Canada        |
| Octobre 2012 | Semyon Yakubovich   | Israël Russie |
| 2015-2017    | Derek Eisler        | États-Unis    |
| Depuis 2017  | Semyon Yakubovich   | Israël Russie |

## Équipe junior moins de 20 ans

### Championnats d'Europe junior
- 1968-1994 - Ne participe pas
- 1995 - 5e du Groupe C2
- 1996 - 3e du Groupe D
- 1997 - 4e du Groupe D
- 1998 - 6e du Groupe D

### Championnats du monde junior
- 1977-1996 - Ne participe pas
- 1997 - 5e du Groupe D
- 1998-2015 - Ne participe pas
- 2016 - 4e de Division III
- 2017 - 5e de Division III
- 2018 - 1er de Division III
- 2019 - 5e de Division IIB
- 2020 - 6e de Division IIB
- 2021 - Annulé en raison du coronavirus
- 2022 - 4e de Division III
- 2023 - 2e de Division III

## Équipe des moins de 18 ans

### Championnats du monde moins de 18 ans
- 1999 - 4e de Division II Europe
- 2000 - 5e de Division II Europe
- 2001 - 8e de Division III
- 2002 - Ne participe pas
- 2003 - 4e de Division III, Groupe B
- 2004 - 5e de Division III
- 2005 - 3e de Division III
- 2006 - 2e de Division III
- 2007 - 5e de Division II, Groupe A
- 2008 - 6e de Division II, Groupe B
- 2009 - Ne participe pas
- 2010 - 4e de Division III, Groupe B
- 2011 - 4e de Division III, Groupe B
- 2012 - Ne participe pas
- 2013 - 1er de la Qualification pour la Division III
- 2014 - 2e de Division IIIA
- 2015 - 5e de Division IIIA
- 2016 - 4e de Division IIIA
- 2017 - 2e de Division IIIA
- 2018 - 4e de Division IIIA
- 2019 - 2e de Division IIIA
- 2020 - Annulé en raison du coronavirus
- 2021 - Annulé en raison du coronavirus
- 2022 - 4e de Division IIIA
- 2023 -